# Gambit - Una truffa a regola d'arte
Gambit - Una truffa a regola d'arte (Gambit) è un film del 2012 diretto da Michael Hoffman.
Il film è il remake di Gambit - Grande furto al Semiramis (1966) interpretato da Michael Caine e Shirley MacLaine.

## Trama
Il curatore d'arte inglese Harry Deane escogita un elaborato piano per truffare il suo datore di lavoro, il ricco proprietario di un network televisivo internazionale e collezionista d'arte impressionista, Lionel Shabandar, facendogli acquistare un falso d'autore, un quadro di Claude Monet. Nella fantasia di Deane tutto va secondo i suoi piani senza nessun intoppo, ma nella realtà una serie infinita di imprevisti complicherà l'attuazione del piano fino quasi a farlo desistere. La difficoltà maggiore è senz'altro dover organizzare una truffa a regola d'arte essendo perennemente in bolletta.
Deane, con l'aiuto del maggiore, un attempato ma abile falsario d'arte, vola in Texas e arruola la bella cowgirl PJ Puznowski, perché si finga proprietaria di un dipinto di Monet, "Covoni effetto sera", scomparso durante la seconda guerra mondiale, e dare il via al suo piano. Il quadro era stato trafugato dai nazisti per entrare nella collezione privata di Hermann Göring e alla fine della guerra fu recuperato da una squadra americana comandata dal sergente Puznowski per poi sparire nuovamente. Il ricco, ma per niente sprovveduto Shabandar, è interessato al quadro proposto da Deane, appena rientrato a Londra dal viaggio in Texas, soprattutto perché vuole abbinarlo all'altro Monet "Covoni effetto mattina" che già fa parte della sua ricca collezione da quando lo aveva soffiato al rivale giapponese Takagawa ad un'asta. Deane organizza un incontro tra Shabandar e PJ per aprire le trattative della compravendita, ma dopo la richiesta di 12 milioni di sterline viene deciso di rimandare la decisione per esaminare il quadro in arrivo dal Texas e alloggiare la ragazza all'Hotel Savoy. La costosa permanenza a Londra della ragazza mette in difficoltà le già precarie finanze di Deane che, oltretutto, viene informato da PJ di essere stato sostituito dall'esperto d'arte tedesco Zaidenweber per l'autenticazione del quadro di Monet. Nonostante tutto decide di andare avanti con il piano e convince PJ a non abbandonarlo. Nel frattempo, Shabandar e PJ entrano in confidenza; lui la ospita al Savoy, la porta alla cena d'affari con un gruppo di giapponesi e passa la sera con lei in albergo. Durante il ricevimento in cui ospita la delegazione giapponese nella propria villa, Shabandar organizza anche la verifica del Monet da parte di Zaidenweber, il quale, dopo attento esame, dichiara l'autenticità della pregevole copia. Deane, in uno scatto d'orgoglio per essere stato sostituito, dimostra invece che il quadro è un falso salvando Shabandar da un incauto acquisto e dimostrando la propria professionalità per poi licenziarsi.
La truffa è andata a monte e PJ sta per partire in aereo per tornare a casa, ma non tutto è come sembra. Deane si incontra all'aeroporto con la delegazione giapponese che è al seguito di Takagawa e a loro consegna il "Covoni effetto mattina" che ha sottratto alla collezione di Shabandar durante il ricevimento sostituendolo con una copia del maggiore, il tutto per dieci milioni di sterline. Alla preziosa PJ che si sta imbarcando, Deane regala un biglietto di business class e un piccolo quadro ma dal grande valore.

## Produzione
L'idea di un remake di Gambit era in progetto da diversi anni. Già nel 1997 il produttore Mike Lobell, che all'epoca lavorava per la Universal, era alla ricerca di sceneggiatori per un possibile rifacimento. Inizialmente propose a Aaron Sorkin lo script per essere riscritto, ma Sorkin, pur interessato al progetto, dovette rifiutare la proposta perché troppo impegnato con le serie televisive Sports Night e West Wing - Tutti gli uomini del Presidente. Lo script è stato successivamente proposto a diversi sceneggiatori, ma nel 2003 i fratelli Joel ed Ethan Coen si sono interessati dando una revisione radicale allo script. Nonostante il lavoro dei fratelli Coen, il film è rimasto per molti anni in development hell.
Molti registi sono stati considerati per dirigere il film, tra cui Alexander Payne Robert Altman e Doug Liman. Anche Bo Welch era stato considerato per dirigere il film, con un cast che comprendeva Colin Firth nei panni di Harry Deane, Jennifer Aniston e Ben Kingsley, ma dopo il flop al botteghino del film del 2003 di Welch Il gatto... e il cappello matto, la Universal preferì non rischiare e bloccò nuovamente il progetto.
Le riprese cominciarono a Londra nel maggio 2011 sotto la direzione di Michael Hoffman con un cast che comprendeva Colin Firth, Cameron Diaz, Alan Rickman e Stanley Tucci. Le riprese, terminate il 20 luglio seguente sono state effettuate tra gli Stati Uniti d'America (nella città di Albuquerque, in Nuovo Messico) ed il Regno Unito, nelle città di Londra, dove vengono girate le scene degli interni e dell'aeroporto, e Stratford-upon-Avon, dove girano le scene esterne e della galleria d'arte.

## Promozione
Il primo teaser trailer del film viene pubblicato online il 19 settembre 2012 mentre il full trailer definitivo viene distribuito il giorno successivo in esclusiva sul sito MSN.

## Distribuzione
Il film è stato distribuito negli Stati Uniti il 21 novembre 2012 dalla CBS Films, mentre in Italia l'uscita è avvenuta il 21 febbraio 2013 distribuito da Medusa Film.